# Kyanid kademnatý
Kadmium kyanid je anorganická sloučenina se vzorcem Cd(CN)2. Tato bílá krystalická sloučenina se používá na galvanické pokovování. Stejně jako další sloučeniny kadmia a kyanidy je vysoce toxický.

## Použití
Používá se jako elektrolyt pro elektrodepozici tenkých kovových povlaků kadmia na kov, jako ochranu proti korozi.

## Příprava a struktura
Kyanid kademnatý je připravován reakcí hydroxidu kademnatého s kyanovodíkem.
Cd(OH)2 + 2 HCN → Cd(CN)2 + 2 H2O
Přijímá diamantovou strukturu, stejně jako Zn(CN)2.

## Reakce
Stejně jako kyanid zinečnatý je kyanid kademnatý poměrně dobře rozpustný ve vodě, což je neobvyklé pro kyanidy kovů. Při reakci s kyselinami se uvolňuje kyanovodík.